# Wong Tsu
Wong Tsu (também escrito Wong Tsoo, em chinês: 王助; pinyin: Wáng Zhù; Pequim, 10 de agosto de 1893 — Tainan, 4 de março de 1965) foi um engenheiro aeronáutico chinês, sendo o primeiro engenheiro aeronáutico da Boeing.

## Vida e educação
Wong nasceu em Pequim, na Dinastia Qing. Aos doze anos, Wong foi selecionado como cadete naval; aos 16, foi enviado para a Inglaterra para estudar engenharia naval, depois para os Estados Unidos para estudar engenharia aeronáutica no Instituto de Tecnologia de Massachusetts (MIT), durante o período de grande agitação social e política na China.

## Carreira
Wong se formou no MIT em engenharia aeronáutica em 1916. Ele então aprendeu a voar na Curtiss Flying Boat School em Buffalo, Nova Iorque. Em maio de 1916, a incipiente Boeing Airplane Company contratou Wong como seu primeiro engenheiro aeronáutico treinado. Ele ajudou a projetar o primeiro produto de sucesso da empresa, o Boeing Model C, mais de 50 dos quais foram adquiridos pela Marinha dos Estados Unidos. À luz dos ganhos financeiros inesperados trazidos das compras da Marinha, "de Bill Boeing em diante, os principais executivos da empresa ao longo das décadas tiveram o cuidado de observar que sem os esforços de Wong Tsu, especialmente com o Modelo C, a empresa poderia não ter sobrevivido aos primeiros anos para se tornar o fabricante mundial dominante de aeronaves".
Wong trouxe para a Boeing uma experiência considerável em testes de túnel de vento, e aconselhou sobre o projeto da Câmara Aerodinâmica da Boeing na Universidade de Washington. Em 1917, após cerca de um ano na Boeing, ele retornou à China. Em 1928, ele se tornou secretário-chefe da companhia aérea China National Aviation Corporation. De 1934 a 1937, ele atuou como engenheiro-chefe da Central Aircraft Manufacturing Company (CAMCO), um empreendimento conjunto entre a China e a Curtiss-Wright Corporation, Douglas Aviation e Intercontinent Aviation.
Quando o governo do Kuomintang foi derrotado na Guerra Civil Chinesa, Wong foi para Taiwan, onde se tornou professor de aviação na Universidade Nacional Cheng Kung. Ele morreu em 4 de março de 1965 em Tainan, aos 71 anos.
Durante sua vida, Wong projetou mais de duas dúzias de aeronaves. Em 2004, a Boeing revelou uma placa e uma exposição no Museu do Voo em Seattle, Washington, homenageando o trabalho de Wong como seu primeiro engenheiro.